# Alfons de Borbó-Dues Sicílies (duc de Calàbria)
Alfons de Borbó-Dues Sicílies, duc de Calàbria (Madrid 1901 - 1964). Príncep de les Dues Sicílies i Infant d'Espanya amb el corresponent tractament d'altesa reial. Des de l'any 1960 esdevingué el cap de la Casa Reial de les Dues Sicílies per una part important dels reialistes de les Dues Sicílies.
Nascut al Palau Reial de Madrid el dia, essent fill del príncep Carles de Borbó-Dues Sicílies i de la infanta Maria de la Mercè d'Espanya. Net per via paterna del príncep Alfons de Borbó-Dues Sicílies i de la princesa Maria Antonieta de Borbó-Dues Sicílies i per via materna del rei Alfons XII d'Espanya i de l'arxiduquessa Maria Cristina d'Àustria.
L'any 1936 es casà amb la duquessa Alícia de Borbó-Parma, filla del duc Robert I de Parma i de la infanta Maria Antònia de Portugal. Tingueren tres fills, que nasqueren en l'exili, car van marxar d'Espanya durant la Guerra Civil espanyola.
- SAR la princesa Teresa de Borbó-Dues Sicílies, nada el 1937 a Lausana. Casada amb el marquès Iñigo Moreno i Arteaga, marquès de Laula.

- SAR el príncep Carles de Borbó-Dues Sicílies, nat a Lausana el 1938. Es casà amb la princesa Anna d'Orleans.

- SAR la princesa Inès de Borbó-Dues Sicílies, nada a Ouchy el 1940. Es casà amb Luis de Morales i Aguado.